# Francesco Ottavio Magnocavalli
Francesco Ottavio Magnocavalli, comte de Varengo (né le 2 février 1707 à Casale Monferrato – mort le 10 octobre 1788), est un architecte et poète italien.

## Biographie
Francesco Ottavio Magnocavalli naquit à Casale Monferrato le 2 février 1707. Après avoir reçu les premiers principes des belles-lettres dans sa patrie, il fut envoyé par ses parents au Collège royal de Parme, et s’y fit distinguer par ses progrès dans les sciences et dans la poésie. De retour dans sa patrie, il contribua puissamment par son exemple à délivrer la littérature italienne de ces faux-brillants que les partisans du goût des Seicentisti avaient également introduits dans cette partie de l’Italie. A l’âge de trente ans, il commença à s’appliquer à l’architecture et sut introduire dans sa patrie la manière grande et simple des Romains et de Palladio. Au milieu de ses études, il ne négligeait point la culture des lettres et surtout de la poésie. Plein de verve et d’énergie, doué des sentiments les plus nobles et les plus élevés, il obtint sur le Parnasse italien une place distinguée ; et dans le genre de la tragédie, il fut sinon un émule, du moins un précurseur d’Alfieri, et l’un des premiers Italiens qui, avant ce grand tragique, ont mérité de se faire un nom dans cette partie si difficile de la littérature. Sa tragédie de Corradin, marquis de Montferrat, représentée d’abord à Parme, puis dans presque toutes les villes d’Italie, obtint un tel succès, qu’on la mit en pantomime, afin de pouvoir la jouer sur les théâtres même qui manquaient d’acteurs capables de la représenter. Parvenu à l’âge de soixante-dix-sept ans, il se chargea d’un cours d’observations météorologiques, qui furent insérées dans le Journal météorologique qui prit naissance à cette époque à Turin ; et il s’appliqua pendant plusieurs années à ce travail, avec autant de savoir et de persévérance que s’il en eût fait l’étude constante de sa vie.

## Œuvres
Francesco Ottavio Magnocavalli avait écrit sur l’architecture plusieurs traités qui font honneur à ses connaissances, mais qui sont restés inédits. Ce sont des dissertations :
- sur le théâtre olympique de Vicence ;
- sur l’harmonie des proportions moyennes ;
- sur le beau réel de l’architecture ;
- sur la construction des voûtes, etc. ;
- enfin plusieurs autres Mémoires sur le véritable goût des ornements.

On n’a publié de ces ouvrages que sa Dissertation critique sur le nouveau théâtre que l’on propose de construire à Casal, et ses tragédies :
- Corradin, marquis de Montferrat ;
- Roxane ;
- Sophonisbe.